# نولان بومغارتنر
نولان بومغارتنر (بالإنجليزية: Nolan Baumgartner)‏ (و. 1976  م) هو لاعب هوكي الجليد كندي، ولد في كالغاري، مركز لعبه هو مدافع ‏.
.

## روابط خارجية
- نولان بومغارتنر على موقع دوري الهوكي الوطني (الإنجليزية)
- نولان بومغارتنر على موقع EliteProspects.com (الإنجليزية)
- نولان بومغارتنر على موقع HockeyDB.com (الإنجليزية)
- نولان بومغارتنر على موقع Hockey-Reference.com (الإنجليزية)